# Marcel Goetz
Marcel Goetz (Winterthur, 25 marzo 1974) è un pilota motociclistico svizzero.
È stato pilota di supermotard nel Campionato del Mondo su KTM del Team Fabag fino al 2007, per poi dedicarsi esclusivamente al Campionato Tedesco Supermoto nella classe 450cc.
Detiene due titoli svizzeri supermoto.

## Palmarès
- 1996: 5º posto Campionato Svizzero Motocross classe 125
- 1997: Campione Svizzero Supermoto classe Open
- 1998: 3º posto Campionato Svizzero Supermoto classe Prestige
- 1999: 3º posto Campionato Svizzero Supermoto classe Prestige
- 2000: Campione Svizzero Supermoto classe Prestige
- 2000: 10º posto Campionato Europeo Supermoto
- 2001: Campione Svizzero Supermoto classe Prestige
- 2001: 19º posto Campionato Tedesco Supermoto (1 gara su 6) (su KTM)
- 2001: 12º posto Campionato Europeo Supermoto (su KTM)
- 2002: 4º posto Campionato Svizzero Supermoto (su KTM)
- 2002: 18º posto Campionato Tedesco Supermoto (1 gara su 7) (su KTM)
- 2002: 40º posto Campionato Europeo Supermoto (su KTM)
- 2003: Campione Svizzero Supermoto (su KTM)
- 2003: 2º posto Campionato Europeo Supermoto classe 650cc (su KTM)
- 2003: 47º posto Campionato del Mondo Supermoto (1 GP su 13) (su KTM)
- 2003: 4º posto generale Supermoto delle Nazioni (Team Switzerland) (su KTM)
- 2003: 6º posto Supermotard Indoor di Wien (su KTM)
- 2004: Campione Svizzero Supermoto S1 (su KTM)
- 2004: 10º posto Campionato Tedesco Supermoto classe Open (3 gare su 6) (su KTM)
- 2004: 9º posto Campionato del Mondo Supermoto S1 (su KTM)
- 2005: Campione Svizzero Supermoto S1 (su KTM)
- 2005: 9º posto Campionato Tedesco Supermoto classe Open (4 gare su 6) (su KTM)
- 2005: 9º posto Campionato del Mondo Supermoto S1 (5 GP su 8) (su KTM)
- 2005: 3º posto generale Supermoto delle Nazioni (Team Switzerland) (su KTM)
- 2006: 3º posto Campionato Svizzero Supermoto S1 (su KTM)
- 2006: 7º posto Campionato Tedesco Supermoto classe 450 (3 gare su 6) (su KTM)
- 2006: 6º posto Campionato Tedesco Supermoto classe Open (3 gare su 6) (su KTM)
- 2006: 5º posto Campionato del Mondo Supermoto S1 (su KTM)[1]
- 2007: 5º posto Campionato Svizzero Supermoto classe 450 (4 gare su 6) (su KTM)
- 2007: 21º posto Campionato Austriaco Supermoto S1 (1 gara su 7) (su KTM)
- 2007: 29º posto Campionato Internazionale d'Italia Supermoto S2 (1 gara su 6) (su KTM)
- 2007: 8º posto Campionato del Mondo Supermoto S2 (su KTM)
- 2008: 3º posto Campionato Tedesco Supermoto S1 (su KTM)
- 2008: 8º posto Campionato Svizzero Supermoto classe 450 (3 gare su 6) (su KTM)
- 2009: 6º posto Campionato Svizzero Supermoto classe Prestige (5 gare su 7) (su Kawasaki)
- 2009: 8º posto Campionato Tedesco Supermoto S1 (5 gare su 7) (su Kawasaki)
- 2010: 5º posto Campionato Svizzero Supermoto classe Prestige (su Kawasaki)
- 2010: 6º posto Campionato Tedesco Supermoto S1 (su Kawasaki)
- 2010: 10º posto Superbikers di Mettet (su Kawasaki)
- 2011: 2º posto Campionato Svizzero Supermoto classe Prestige (su Kawasaki)
- 2011: 5º posto Campionato Tedesco Supermoto S1 (su Kawasaki)